# Park miejski w Kluczborku
Park miejski w Kluczborku – park miejski o powierzchni 22,3 ha znajdujący się w środkowej części Kluczborka, płynnie przechodzący w obszar leśny. Został wpisany do rejestru zabytków w 1976 roku.

## Położenie i rozplanowanie
Park miejski położony jest niedaleko centralnej części miasta Kluczbork. Jego granice ograniczone są od poszczególnych stron przez:
- zachód – ulicę Marii Skłodowkiej-Curie
- północ – pas obszaru zabudowanego przy ulicy Katowickiej
- wschód – kampus Stobrawa oraz klasztor Księży Sercanów przy alei Parkowej i ulicy Strzeleckiej, które wliczają się jeszcze w obszar parku przechodząc w obszar leśny
- południe – pas obszaru mieszkalnego przy ulicy Strzeleckiej

## Obiekty architektoniczne

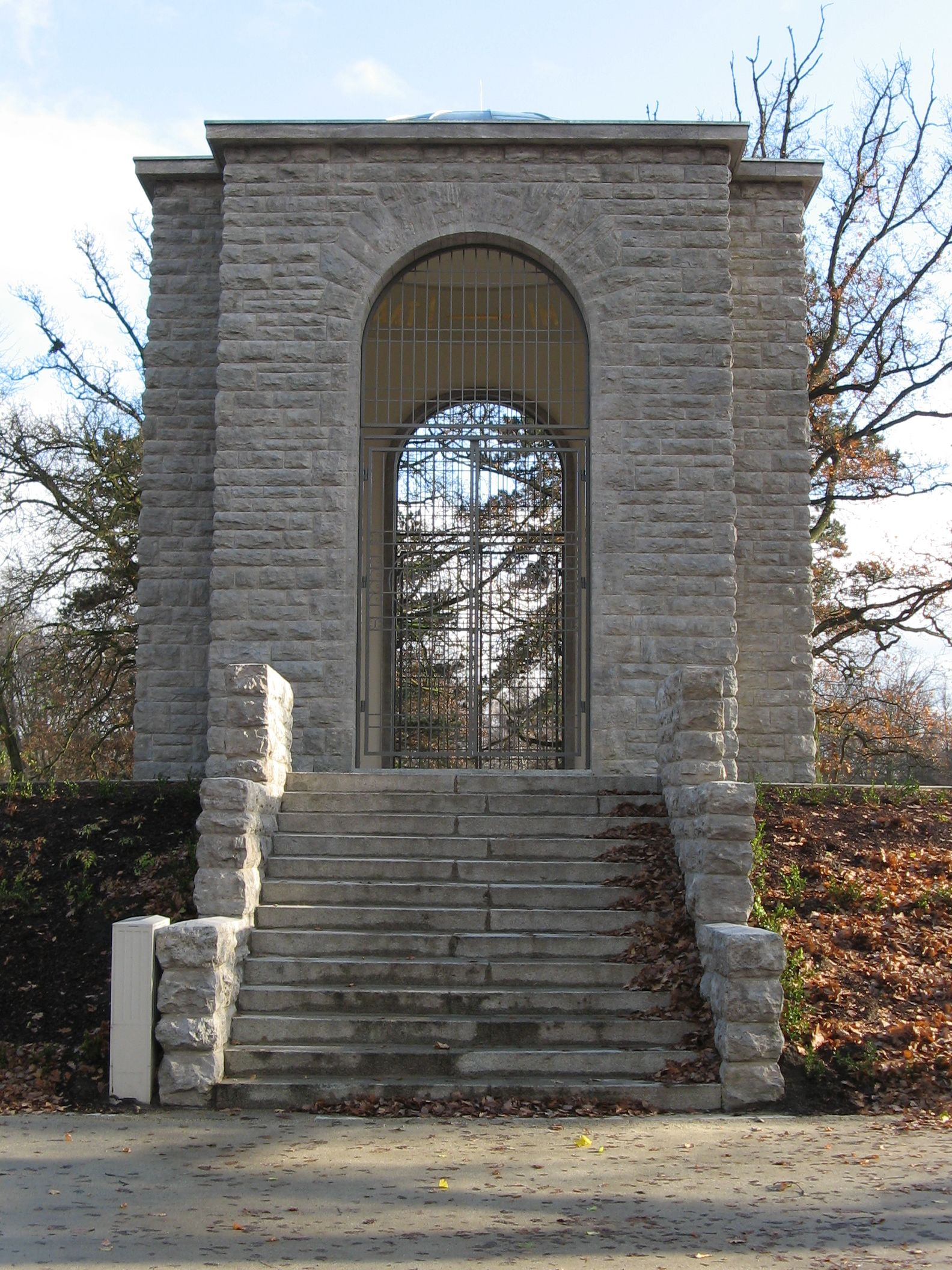
Glorietta w parku miejskim po renowacji

W sąsiedztwie parku miejskiego, przy ulicy Marii Skłodowskiej-Curie znajduje się Kościół katolicki pod wezwaniem Matki Bożej Wspomożenia Wiernych, który został wzniesiony w latach 1911–1913 wraz z parafią.
W latach 1886–1938 funkcjonowała synagoga przy ulicy Parkowej, która została spalona podczas nocy kryształowej.
Na wschodnim krańcu parku znajduje się także inny obiekt sakralny jakim jest Klasztor księży Sercanów położony przy ulicy Strzeleckiej.